# Shawnee (condado de Perry, Ohio)
Shawnee es una villa ubicada en el condado de Perry en el estado estadounidense de Ohio. En el Censo de 2010 tenía una población de 655 habitantes y una densidad poblacional de 111,85 personas por km².

## Geografía
Shawnee se encuentra ubicada en las coordenadas 39°36′38″N 82°12′7″O / 39.61056, -82.20194. Según la Oficina del Censo de los Estados Unidos, Shawnee tiene una superficie total de 5.86 km², de la cual 5.82 km² corresponden a tierra firme y (0.62%) 0.04 km² es agua.

## Demografía
Según el censo de 2010, había 655 personas residiendo en Shawnee. La densidad de población era de 111,85 hab./km². De los 655 habitantes, Shawnee estaba compuesto por el 98.02% blancos, el 0.15% eran afroamericanos, el 0% eran amerindios, el 0% eran asiáticos, el 0% eran isleños del Pacífico, el 0% eran de otras razas y el 1.83% pertenecían a dos o más razas. Del total de la población el 0.31% eran hispanos o latinos de cualquier raza.